# Мейтленд, Бет
Бет Мейтленд (англ. Beth Maitland; род. 12 мая 1958, Рапид-Сити, Южная Дакота) — американская актриса мыльных опер. Мейтленд известна благодаря своей роли Трэйси Эбботт Коннолли в длительной дневной мыльной опере «Молодые и дерзкие», которую она играет начиная с 1982 года. В 1985 году она выиграла Дневную премию «Эмми» за лучшую женскую роль второго плана за свою работу в мыльной опере. Помимо этого она появилась в нескольких телефильмах и активно выступала на театральной сцене Лос-Анджелеса. Мейтленд родилась в Рапид-Сити, Южная Дакота и окончила Университет штата Аризона.

## Мыльные оперы
- 1982—1996, 1999, с мая 2001 года по настоящее время — Молодые и дерзкие / The Young and the Restless
- 2007 — Дерзкие и красивые / The Bold and the Beautiful